# David Rivas
David Rivas Rodríguez (ur. 2 grudnia 1978 w Dos Hermanas) – hiszpański piłkarz grający na pozycji obrońcy w SD Huesca.

## Kariera piłkarska
David Rivas rozpoczynał piłkarską karierę w Realu Betis. W jego barwach zadebiutował w Primera División 21 sierpnia 1999 roku w przegranym 1:0 meczu z Athletic Bilbao. Pierwszego gola zdobył natomiast w maju następnego roku, pokonując bramkarza Numancii. W sezonie 1999/2000 rozegrał łącznie 16. ligowych spotkań, a jego klub spadł do Segunda División. Po rocznej banicji powrócił w szeregi pierwszoligowców, a Rivas regularnie występował w podstawowym składzie. W 2005 roku sięgnął wraz ze swoją drużyną po Puchar Króla, a w finale tych rozgrywek z Osasuną grał do 79. minuty, kiedy to został zmieniony przez Urugwajczyka Alejandro Lembo.
W sezonie 2005/2006 Rivas rozegrał 20. ligowych meczów, strzelił także jedną bramkę w spotkaniu z Málagą, a parę środkowych obrońców tworzył najczęściej z Luisem Fernándezem Gutiérrezem. Od 2006 roku na boisku pojawiał się coraz rzadziej. W sezonie 2008/2009 wystąpił w dziewięciu pojedynkach, a Betis został zdegradowany do Segunda División. W kolejnych rozgrywkach również pełnił rolę rezerwowego. W lipcu 2010 roku podpisał kontrakt z FC Vaslui. W rumuńskim zespole po raz pierwszy zagrał w ligowym meczu przeciwko FCM Târgu Mureș, zakończonym remisem 1:1.
W 2011 roku został zawodnikiem klubu SD Huesca.